# アイオワ準州

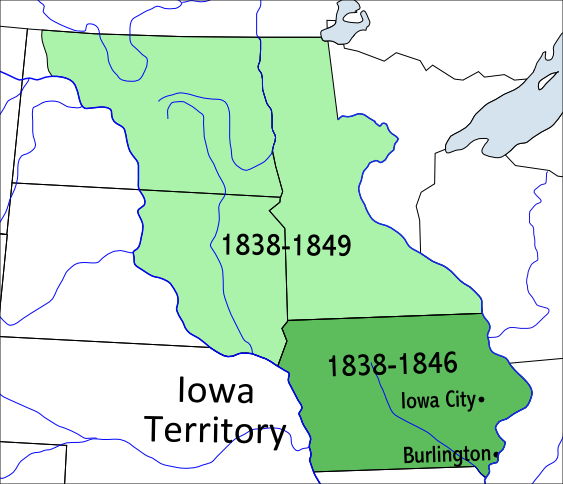
アイオワ準州の領土

アイオワ準州（Iowa Territory）は、1834年7月4日から南東部分が分割されて29番目の州アイオワになる1846年12月28日までに存在したアメリカ合衆国の編入領地。

## 歴史
この準州を構成する地域の大部分は、もともとルイジアナ買収地の一部で、ミズーリ準州の一部であった。1821年にミズーリが州になると、このエリア（南北ダコタとともに）は事実上未編入領地となった。この地域には、ブラック・ホーク戦争が終結した後の1830年代から、白人入植者が入り始めた。1834年6月28日にミシガン準州に属し、ミシガンが州になった1836年にウィスコンシン準州と分けられた。
当初アイオワ準州は、ウィスコンシン準州西部にあるミシシッピ川以西の地域、「アイオワの地区」だった。1838年に創設された準州のもともとの境界内には、ミネソタと南北ダコタの一部が含まれ、面積はおよそ194,000 平方マイル (500,000 km²)ほどあった。
バーリントンが当初臨時の首都となり、1841年にアイオワシティが公式に準州都に指定された。1846年にアイオワが州に昇格すると、アイオワシティはそのままアイオワ州最初の州都となった。

## 統治

### アイオワ準州知事
- ロバート・ルーカス（1834年就任）
- ジョン・チャンバーズ（1841年就任）
- ジェームズ・クラーク（1845年11月就任）

### アイオワ準州長官
- ウィリアム・コンウェイ（1838年就任、1829年11月在職中に死亡）
- ジェームズ・クラーク（1839年就任）
- O.H. W. Stull（1841年就任）
- サミュエル・バー（1843年就任）
- ジェシー・ウィリアムス（1845年就任）

### 議会代表団
- ウィリアム・チャップマン（第25回、第26回議会）
- フランシス・ゲホン（1839年に選出されたが、代表団として務める事はなかった）
- オーガスタス・ドッジ（第27回、第28回、第29回議会）